# Поплавский, Иван Иванович
Ива́н Ива́нович Попла́вский (пол. Jan Popławski (1860—1935) — российский, польский врач, невролог, психиатр; коллекционер западноевропейской живописи XIII—XVIII веков, член «Императорского общества поощрения художников», соратник и близкий друг П. П. Семенова-Тянь-Шанского, основатель польской каталогизации произведений искусств.

## Биография
Родился 20 декабря 1859 (1 января 1860) в Чите в католической семье потомков древних потомственных дворян «Царства Польского», сосланных на поселение в Сибирь за участие в польских освободительных восстаниях. (Поплавские)
Окончил гимназию в Иркутске. С 1879 года учился на медицинском факультете Варшавского университета; за отличную учёбу в 1882 году был переведён в Императорскую Военно-медицинскую академию (Санкт-Петербург), которую окончил в 1884 г.(Из биографии во вступительном слове Я. Жарновского к «Каталогу выставки картин из Собрания доктора Ивана Поплавского», изд. НМВ 1936.) 
В 1885 году сдал в Париже тарификационный экзамен на «золотую медаль» с присвоением звания лекаря 1-го разряда.
В 1886 году — кандидат медицинских наук, а с 1891 года — доктор медицинских наук по внутренним и нервным болезням. (92-й пехотный Печорский полк.  Архивная копия от 27 октября 2020 на Wayback Machine)
С 1891-93 год, приписан к Окружному интендантскому Управлению Санкт-Петербурга и назначен медицинским куратором военных частей в городах Нарва и Ямбург.
С 1893—1900 год — член консилиума врачей по внутренним и нервным болезням, заведующий амбулаторией при больнице Св. Николая Чудотворца для душевных больных в Санкт-Петербурге, называемой в народе «Пряжкой».
В 1900 году Иван Иванович Поплавский, являясь заведующим медицинской частью в больнице «Св. Николая Чудотворца» для душевно больных, совместно с главным врачом — Чечотт Оттон Антонович в течение 5-ти месяцев укрывали от суда, члена польской социал-демократической партии Юзефа Пилсудского (1867—1935), и помогли ему бежать. Ян (Иван) Поплавский был знаком с революционером через своего отца, ещё со времени Сибирской ссылки (Иркутск, 1888—1892).
После побега из больницы Юзефа Пилсудского, Ив. Ив. Поплавский был вынужден оставить должность, и занялся частной практикой как врач — диагност, которую вёл в собственной квартире кооперативного дома «Товарищества врачей» по Загородному пр. 28 в г. Петрограде (на 1922 г.) .

### Семья
Отец — Иван Варфоломеевич Поплавский (1822—1893), гласный Иркутской городской думы, управляющий акцизными сборами Восточной Сибири; меценат и попечитель учебных заведений в Восточной Сибири;
Мать — Ядвига Иосифовна (урожд. Венцковская, 1837—1924) потомственная дворянка римско-католического вероисповедания, помещица, владелица чайной плантации в Гудауте (Абхазия) и спичечной фабрики «Солнце» (Чудово, Новгородская губерния).
Жена (с 1899 г) — Ольга Васильевна, урождённая Юркевич (1882—1933) потомственная дворянка, православного вероисповедания; имели сына 1900 г. рождения — Ивана (Иоанн).

### Коллекционирование
Иван Иванович Поплавский был продолжателем семейного собирательства и коллекционирования произведений искусства, начало которому было положено ещё его отцом.
С 1884 года доктор Иван Иванович Поплавский совершал ежегодные поездки за границу для посещения музеев и крупных картинных галерей с целью пополнения своей коллекции, что также позволяло ему расширять свои знания в области истории искусства. На 1885 год Иван Иванович Поплавский был уже известным коллекционером и особенно он был увлечён изучением истории европейской школы живописи.
В период (1884—1914) близкой дружбы с Петром Семёновым-Тянь-Шанским (1827—1914) одним из крупнейших знатоков голландской живописи XVII века (Малые голландцы). Иван Иванович Поплавский, также интересовался этим направлением. Их объединяла страсть к поиску редких «проходных» экземпляров западноевропейской живописи и мало известных художников.
В Санкт-Петербурге в общество крупнейших коллекционеров живописи, таких как, Бенуа, Рерих, Шидловский, Щавинский, Луначарский, также входил Иван Иванович Поплавский и братья Охочинские. С Константином Охочинским доктор Поплавский работал в больнице «Св. Николая Чудотворца».
В 1910-е годы Поплавский приобрёл картины из коллекции П. В. Охочинского; в апреле 1917 года на Петроградском аукционе приобрёл ценнейшую коллекцию западноевропейской живописи у вдовы К. В. Охочинского .
Со своим собранием Иван Иванович Поплавский участвовал во многих художественных и благотворительных выставках, о которых писали специализированные ежемесячные российские журналы 1907—1924 годов.

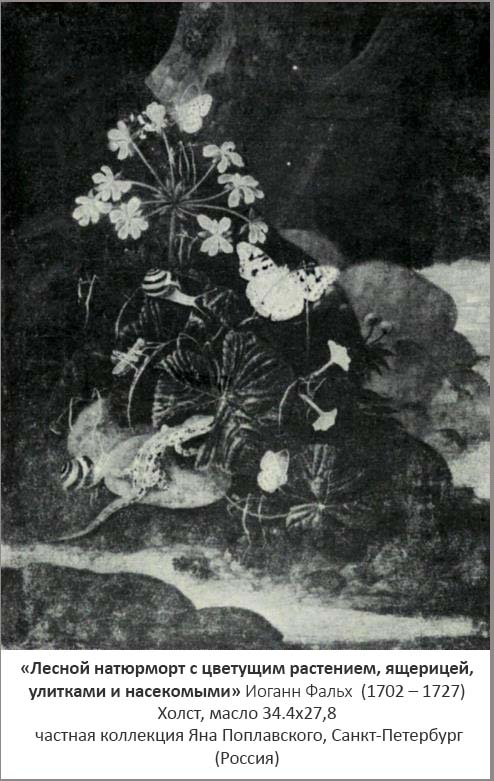

Собрание доктора Ивана Ивановича Поплавского в Петрограде-Ленинграде было одним из наиболее целостных и гармонически-наглядных, показывающих путь развития Живописи Нидерландов и фламандской живописи, а также итальянского «Кватроченто».
Поплавский Иван (Ян) был одним из первых частных коллекционеров, собравшим нидерландские картины в хронологической последовательности — в одну непрерывную историко-художественную линию от старонидерландской школы до момента разлада между Фландрией и Голландией". В его Собрании была также представлена и западноевропейская пейзажная живопись периода расцвета, всего свыше 300 картин.
Архивные сведения с описанием живописных произведений голландских авторов из коллекции И. И. Поплавского, были выполнены при жизни коллекционера, доктором Хофстеде де Гроот, Корнелис и вместе с фотографиями картин имелись в Государственном бюро документов по истории искусства и иконографии в Гааге.
Наибольшую ценность, по мнению специалистов, представляют следующие полотна: «Христос, упавший под крестом» — первый оригинальный эскиз Рубенса, использованный впоследствии для его большой работы «Несение креста» commons:File:Rubens Bearing of the Cross.jpg; «Интерьер церкви» и «Портрет мужчины», Рембрандт Usuària:Jane023/Llista d'obres de Rembrandt#/media/Fitxer:Rembrandt van Rijn - Portrait of a man in a tall cap - M.Ob.1639 MNW - National Museum in Warsaw.jpg; «Матрона, сидящая в кресле», Антонис ван Дейк commons:File:Vasari Old lady.jpg; «Мужчина, поедающий чечевицу», Якоб Йорданс commons:File:Lallemant Georges and the bowl of broth.jpg; «Венецианский адмирал в латах», Якопо Тинторетто commons:File:Tintoretto Venetian admiral 01.jpg; «Нападение собаки на лебедей», Ян Фейт commons:File:Joannes Fijt - Dog and swans - M.Ob.2075 MNW - National Museum in Warsaw.jpg; «Св. Иероним в пустыне», Хусеппе де Рибера commons:Category:Spanish paintings in the National Museum in Warsaw#/media/File:Pereda y Salgado St. Jerome.jpg; «Сцена у колодца», Ян Стен commons:File:Steen Scene at the well.jpg; «Женщина и шут», Адриан ван де Венне commons:File:Venne Woman and a jester.jpg.
В 1924 году Иван Иванович Поплавский выехал из г. Ленинграда в г. Варшаву к брату Варфоломею-Иосифу (1861—1931).
Своё частное собрание произведений искусства Иван Иванович Поплавский вывозил с культурно-просветительской целью по разрешению А. В. Луначарского.
Находясь в Польше, Поплавский Ив. Ив. попал в период «санации», начавшийся в 1926 г., и стал заложником антисоветской политики Польши, прервавшей все отношения с СССР, вплоть до его смерти в мае 1935 года, поэтому вернуть коллекцию на родину он уже не смог.

### Судьба коллекции
Согласно официальной информации из управления Бюро Президента ст. г. Варшавы, картины Собрания живописи, умершего в 1935 г. Я. Поплавского, «находятся на депозитном хранении в Народном музее Варшавы».
Общеизвестна версия Национального музея, которая изложена в статье Я. Жарновского к каталогу выставки 1936 г. — В апреле 1935 года Городское правление Варшавы (пол. Zarząd Miejski m. st. Warszawy) во главе с президентом Стефаном Стажиньским приняло решение о покупке части коллекции И. И. Поплавского. Выбор экспонатов осуществила специальная комиссия в составе: художник Войцех Ястшембовский, историк искусства профессор Станислав Свеш-Залеский, историк искусства профессор Михаил Валицкий, директор Национального музея в Варшаве Бронислав Гембажевский и реставратор живописи профессор Богдан Маркони. Выбраны были 103 картины, главным образом голландских (XVI века) и фламандских (XVII века) мастеров, а также немецких, французских, итальянских и испанских художников.
Известно, что весной этого же 1935 года варшавская общественность обошла молчанием смерть (27 мая) коллекционера д-ра Я. Поплавского — «Варшавском Курьере» не был опубликован некролог о смерти известного и уважаемого человека, чья коллекция легла в основу галереи европейской живописи нового музея. Так же Посольство России в Варшаве в 1935 г. не поставили в известность о смерти гражданина Ивана Ивановича (Яна) Поплавского, и его брат Иосиф Иванович, проживавший с семьёй в России, не имея сведений о судьбе коллекционера с 1935 года, считал его пропавшим без вести.
Посмертная выставка картин из Собрания Я. Поплавского была открыта в Национальном музее в марте 1936 года министром В. А. Свентославским и, в отношении выставочной коллекции, музей так же объявил себя «владельцем». 
На основании нотариальных сведений за 1932—1939 гг., сохранившихся в подземных казематах им. Сокольнического, в 2002 году было выявлено, что информация варшавского музея о покупке коллекции картин доктора Яна (Ивана) Поплавского не подтверждена — коллекция не является собственностью Гмины г Варшавы. 
В коллекцию Национального музея в Варшаве из собрания И. И. Поплавского вошла уникальная систематизированная коллекция нидерландской живописи (старонидерландская, фламандская и голландская), а также картины из немецкой, французской, итальянской и испанской коллекций. В их числе:
- картины Мостарта, Пурбуса, Йорданса, Момпера, Винкбонса, ван де Велде[1];
- «Портрет адмирала» commons:File:Tintoretto Venetian admiral (detail) 01.jpg Тинторетто[4];
- «Христос, падающий под крестом» Рубенса commons:File:Rubens Bearing of the Cross.jpg(1612÷1615), масло на дубовой доске, 65×47,5 см; инвентарный номер Национального музея — 35 794) — в 1939 году был вывезен в Краков (№ 84 по каталогу изъятых произведений искусства), в 1944 — в Sichów; утрачен в январе 1945 года в Нижней Силезии[1];
- «Цветы в стеклянной вазе» Вальскапеля[англ.] commons:File:Walscapelle Flowers in a glass vase.jpg(масло, холст, 76×61,5 см), в 1944 вывезена германскими войсками, до конца 1990-х местонахождение было неизвестно, в 1998 была предложена к продаже на аукционе Сотбис; по решению владельца, оставшегося анонимным, в 2001 г. возвращена в Национальный музей[6].
- «Портрет дамы» Мельхиор Гелдорп   — дуб 88 х 65 см; (В кат. Поплавского: автор Корнелис Кетель (1548—1616); монограммы: «M.G. дата 1628»), была вывезена из Варшавы в 1943 г., по каталогу «Военные потери» № 3620. Картина была перепродана в 2016 г. на аукционе в Нью-Йорке, США. Возвращена в Национальный музей 2018 г.

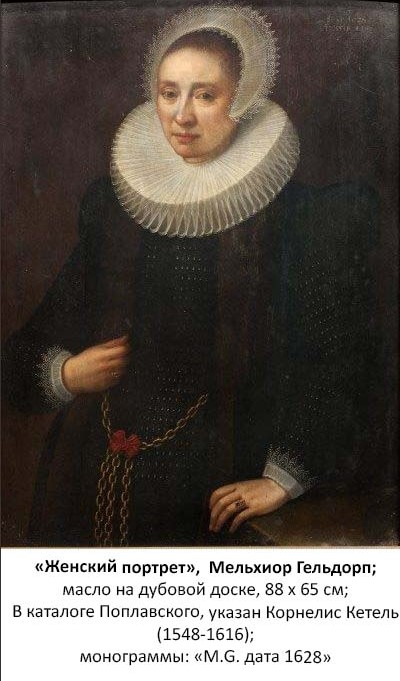

По информации официального издания Польского Института музейного дела и национальных коллекций (2006 г.) Собрание коллекционера Поплавского И. И. состояло более чем из 300 работ западноевропейских мастеров живописи.  Судьба большей части Собрания живописи до настоящего времени неизвестна.
В 1936 году Национальный музей Варшавы издал первый в своей истории каталог — «Каталог выставки картин из собрания доктора Поплавского», составленный на основании «Рукописи Собрания д-ра Поплавского», представляющей собой искусствоведческий труд по систематизации коллекций европейской живописи 13-18 веков. По информации 2001 года пани Marii Klukz — сотрудника Галереи европейской живописи НМВ, Рукопись коллекционера с 1935 г. находиться в музее. 
Во время Второй мировой войны нацистские оккупанты вывезли большую часть экспонатов музея, и «Собрание Поплавского разлетелось по миру». 

### Медицинская практика
Я. Поплавский доктор медицинских наук по внутренним и нервным болезням имел в Варшаве известность как опытный и успешный врач- диагност.
Среди его пациентов была состоятельная и влиятельная публика, в их числе: Мечислав Адамски — промышленник и Хенрик Мичаковский — коммерсант.
В 1933 году овдовев, Ян (Иван) Поплавский вёл частную медицинскую практику в съёмной квартире по ул. Хладна д.16, кв. 5 в г. Варшава. Доктор читал лекции для врачей в Варшавском Университете и намеревался учредить стипендию, для малоимущих студентов.
В 1935 году Иван Иванович Поплавский, являясь практикующим врачом — диагностом, консультировал Юзефа Пилсудского по состоянию здоровья, и определил у него тяжёлую болезнь. По заключению профессора Карла Векенбаха, прилетевшего из Вены, у Пилсудского был рак желудка и печени, от которого маршал скончался 12 мая 1935 года.

### Смерть
Через две недели после смерти своего покровителя Ю. Пилсудского, утром 28 мая 1935 года доктор Поплавский был найден мёртвым в съемной квартире. Пациентами, пришедшими на приём к Яну (Ивану) Поплавскому: промышленником — Мечиславом Адамски и коммерсантом — Хенриком Мичаковским было обнаружено в квартире тело доктора, погибшего накануне вечером 27 мая. В приходской книге костёла «Св. Андрея» (г. Варшава, ул. Хлодна 9) имеется запись о смерти одиноко проживающего

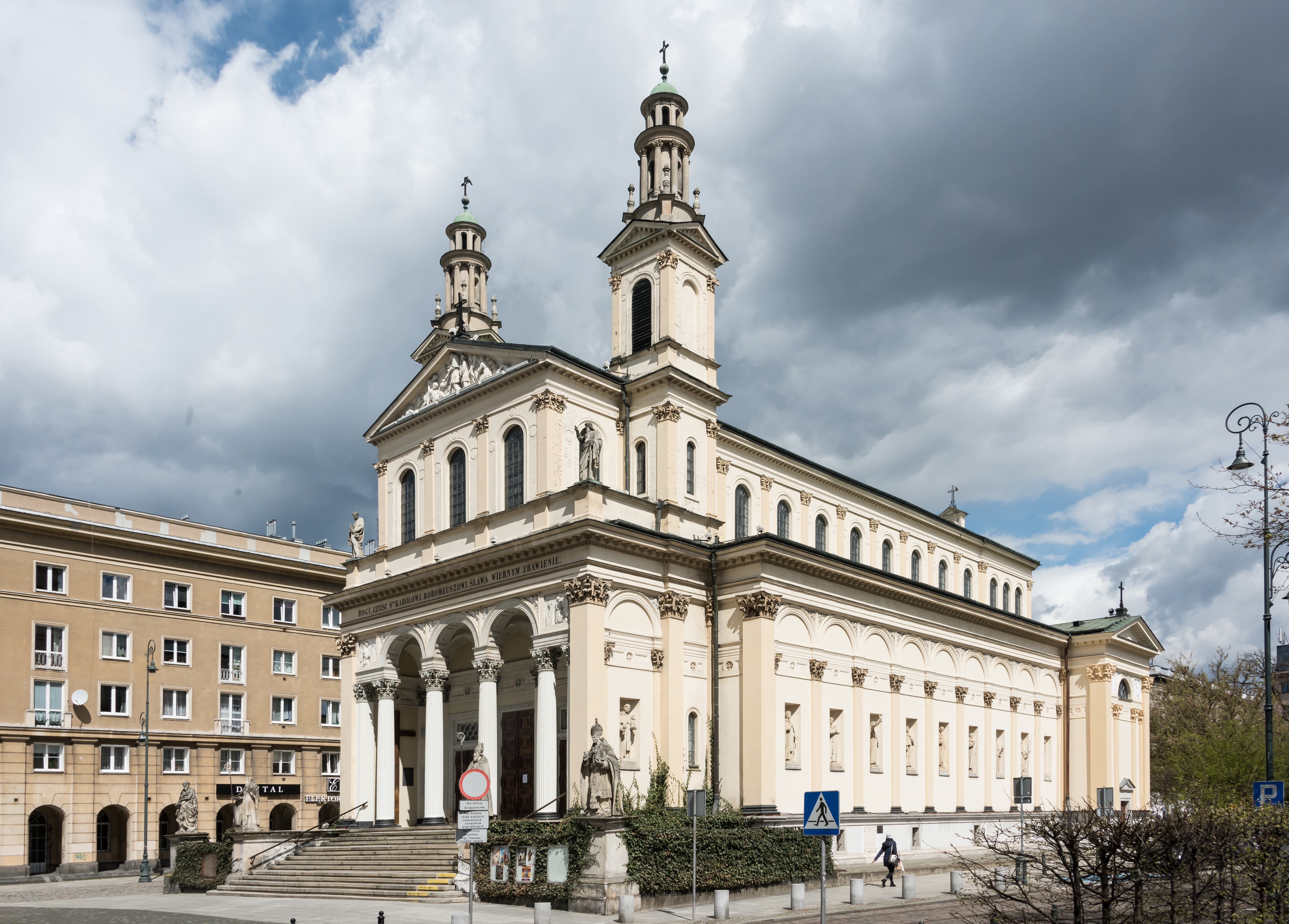
Костёл « Святого Андрея» Варшава ул. Хлодна, 9

— Яна Поплавского, сделанная со слов заявителей. В книгах прихода за 1935 г. нет сведений о проведении заупокойной мессы и записи о месте захоронения Я. Поплавского.
На основании сведений архивов г Варшавы выявлено, что Поплавский Ян (Иван) погиб в г. Варшаве в 1935 году «при невыясненных обстоятельствах»; «в права наследования за ним никто не вступал»; «медицинский Акт освидетельствования смерти и причин смерти — Поплавского Яна (Ивана) отсутствует»; «захоронение, прихожанина Я. Поплавского прихода св. Андрея Апостола в Варшаве по ул. Хлодная 9, не обнаружено». [31]
Коллекционер Я. Поплавский входил в общество варшавских антикваров, был попечителем и меценатом Костёла «Св. апостола Андрея». Собрание произведений искусства Яна (Ивана) Поплавского, созданное им в России, «сформировало основной музейный фонд западноевропейской живописи Национального музея» Варшавы. Место захоронения коллекционера и мецената д-ра Я. Поплавского остается не известно, а его имя оказалось незаслуженно забыто.

## Адреса
- Санкт-Петербург, Загородный пр., 20 (1894—1899)[7][8]
- Санкт-Петербург, Загородный пр., 28 (1900—1925)[9][10]
- Варшава, ул. Хлодна,16 кв. 5, (1934—1935) Адресные и телефонные книги Варшавы

(«Весь Ленинград» 1924 г. Врачи стр 327, Адреса стр. 216; «Весь Ленинград» 1925 г. Врачи стр 319, Адреса стр. 212)